# Сунь Цзіхай
Сунь Цзіхай (кит.: 孙继海, нар. 30 вересня 1977, Далянь) — колишній китайський футболіст, що грав на позиції захисника.
Виступав, зокрема, за клуб «Манчестер Сіті», а також національну збірну Китаю.

## Клубна кар'єра
У дорослому футболі дебютував 1995 року виступами за команду клубу «Далянь Ваньда». Перший раз у статусі професійного футболіста вийшов на поле 28 травня 1995 року і провів у клубі чотири сезони, взявши участь у 71 матчі чемпіонату. З командою Цзіхай виграв два чемпіонати країни (1996, 1997) і один Суперкубок (1997).
В серпні 1998 року Сунь разом із співвітчизником Фань Чжиї перейшов в англійський «Крістал Пелес» з Чемпіоншипа, ставши першими китайськими футболістами в Англії. Після року, проведеного в Англії, повернувся в Китай, в рідний клуб, який змінив назву на «Далянь Шиде». Після цього Сунь з клубом виграв ще два чемпіонства (2000, 2001), а також по одному Кубку і Суперкубку Китая.
У лютому 2002 року Цзіхай перейшов в «Манчестер Сіті» за 2 мільйони фунтів і став першим азійським гравцем в історії клубу. Дебютував за клуб в матчі проти «Ковентрі Сіті» (4:2). Його міцна оборона і небезпечні атакуючі вилазки дали йому багато прихильників серед вболівальників Сіті і в першому ж сезоні він допоміг клубу виграти Перший дивізіон і вийти до Прем'єр-ліги. У вересні 2002 року був визнаний гравцем місяця в складі клубу, а в жовтні 2002 року, відзначившись у воротах «Бірмінгема», став першим китайським футболістом, який забив гол в англійській Прем'єр-лізі.
На початку сезону 2004/05 Цзіхай пошкодив хрестоподібні зв'язки в боротьбі з нападником «Челсі» Ейдуром Гудйонсеном і пропустив залишок сезону. Після одужання і після суворої фізичної схеми, винайденої його батьком, Сунь знову став основним гравцем клубу. У сезоні 2006/07 китайський захисник знову був змушений пропустити велику частину сезону через травму і повернувся на поле лише 10 лютого 2007, у матчі проти «Портсмута» (1:2). З приходом на посаду головного тренера Сіті Свена-Йорана Ерікссона влітку 2007 року, Цзіхай втратив місце в стартовому складі і рідко грав в сезоні 2007/08. Замість нього у захист Ерікссон придбав Ведрана Чорлуку та Майкла Болла, які здебільшого і виходили на поле. Загалом же Сунь відіграв за команду з Манчестера шість з половиною сезонів своєї ігрової кар'єри, взявши участь у 130 матчах у Прем'єр-лізі.
2 липня 2008 року Сунь підписав дворічний контракт з «Шеффілд Юнайтед» з Чемпіоншипа. Проте новачку вдалося зіграти лише дев'ятнадцять хвилин в своєму першому матчі за «Шеффілд Юнайтед», після чого він був вилучений з поля за дві жовті картки. Проте у новій команді не грав регулярно до листопада, а також отримав серйозну травму і втратив місце в складі, зробиши тільки кілька виступів в Кубку Англії в другій половині сезону.
У липні 2009 року Цзіхай був відданий в оренду в клуб «Ченду Блейдс», який був у власності «Шеффілд Юнайтед» і виступав у китайській суперлізі. Сунь був основним гравцем «Ченду» і допоміг їм досягти найкращої позиції в історії клубу — сьомого місця. Тим не менше клуб було відправлено до другого дивізіону за участь у договірних матчах. Після цього Сунь повернувся в «Шеффілд Юнайтед», але його контракт закінчився і китайський захисник залишився без клубу.
8 січня 2010 року Сунь підписав контракт з клубом «Шеньсі Чаньба», в якому відразу ж був призначений капітаном команди, а в грудні 2011 року він продовжив свій контракт ще на два роки. На початку сезону 2012 року клуб вирішив переїхати в Гуйчжоу і змінив назву на «Гуйчжоу Женьхе». Сунь зіграв дев'ятнадцять матчів в чемпіонаті і 5 у Кубку Китаю в сезоні 2012 року і допоміг клубу досягти четвертого місця та кваліфікуватись в Лігу чемпіонів АФК в перший раз в історії клубу. У 2013 році клуб знову став четвертим, а також вперше в історії виграв Кубок Китаю, а 2014 року і Суперкубок.
4 лютого 2015 року на правах вільного агента Сунь перейшов у «Чунцін Ліфань». Дебютував за клуб 8 березня 2014 року в грі проти «Бейцзін Гоань» (0:3) і відразу став основним гравцем, зігравши у 28 матчах Суперліги. Тим не менш 8 грудня 2015 року Цзіхай повернувся в свій попередній клуб, який за відсутності Суня змінив назву на «Бейцзін Женьхе» і вилетів у другий дивізіон. Там футболіст провів наступний сезон, зігравши лише у 8 матчах і 10 грудня 2016 року оголосив про свій відхід з футболу.

## Виступи за збірну
Не маючи досвіду виступів за національну збірну, в кінці 1996 року Сунь був включений в заявку національної збірної Китаю на кубок Азії 1996 року в ОАЕ, де 6 грудня 1996 року в першому матчі групового етапу дебютував в офіційних матчах за збірну в зустрічі проти збірної Узбекистану (0:2). В подальшому він зіграв в усіх матчах, а його збірна вилетіла в чвертьфіналі від майбутніх переможців турніру Саудівської Аравії. 
Згодом у складі збірної був учасником чемпіонату світу 2002 року в Японії і Південній Кореї. У першому ж матчі проти Коста-Рики на 17 хвилині отримав травму через підкат ззаду від Маурісіо Соліса і був замінений, після чого в інших іграх на поле не виходив.
Через два роки заграв на домашньому кубку Азії 2004 року, де зіграв у 5 з 6 матчів своєї команди, разом з якою здобув «срібло» континентальної першості.
7 червня 2008 року, під час кваліфікаційного матчу на чемпіонат світу 2010 року проти збірної Катару, Сунь отримав червону картку за незгоду з арбітром, розминаючись на лаві запасних перед виходом на поле на заміну. Китай програв той матч зі рахунком 0:1, а футболіст був дискваліфікований ФІФА на п'ять матчів і більше не отримував ніяких викликів в національну команду після цього інциденту. Всього протягом кар'єри у національній команді, яка тривала 13 років, провів у формі головної команди країни 80 матчів, забивши 1 гол.

## Статистика

### Клубна
| Чемпіонат | Чемпіонат         | Чемпіонат       | Ліга | Ліга | Кубок        | Кубок        | Кубок ліги             | Кубок ліги             | Континент. змаг. | Континент. змаг. | Всього | Всього |
| Сезон     | Клуб              | Ліга            | Ігри | Голи | Ігри         | Голи         | Ігри                   | Голи                   | Ігри             | Голи             | Ігри   | Голи   |
| Китай     | Китай             | Китай           | Ліга | Ліга | Кубок Китаю  | Кубок Китаю  | Кубок Ліги             | Кубок Ліги             | Азія             | Азія             | Всього | Всього |
| --------- | ----------------- | --------------- | ---- | ---- | ------------ | ------------ | ---------------------- | ---------------------- | ---------------- | ---------------- | ------ | ------ |
| 1995      | «Далянь Ваньда»   | Цзя-А Ліга      | 13   | 0    |              |              |                        |                        |                  |                  | 13     | 0      |
| 1996      | «Далянь Ваньда»   | Цзя-А Ліга      | 21   | 0    |              |              |                        |                        |                  |                  | 21     | 0      |
| 1997      | «Далянь Ваньда»   | Цзя-А Ліга      | 19   | 0    |              |              |                        |                        |                  |                  | 19     | 0      |
| 1998      | «Далянь Ваньда»   | Цзя-А Ліга      | 18   | 1    |              |              |                        |                        |                  |                  | 18     | 1      |
| Англія    | Англія            | Англія          | Ліга | Ліга | Кубок Англії | Кубок Англії | Кубок англійської ліги | Кубок англійської ліги | Європа           | Європа           | Всього | Всього |
| 1998/99   | «Крістал Пелес»   | Перший дивізіон | 23   | 0    | 1            | 0            | 1                      | 0                      | -                | -                | 25     | 0      |
| Китай     | Китай             | Китай           | Ліга | Ліга | Кубок Китаю  | Кубок Китаю  | Кубок Ліги             | Кубок Ліги             | Азія             | Азія             | Всього | Всього |
| 1999      | «Далянь Ваньда»   | Цзя-А Ліга      | 8    | 1    |              |              |                        |                        |                  |                  | 8      | 1      |
| 2000      | «Далянь Шиде»     | Цзя-А Ліга      | 21   | 2    |              |              |                        |                        |                  |                  | 21     | 2      |
| 2001      | «Далянь Шиде»     | Цзя-А Ліга      | 23   | 3    |              |              |                        |                        |                  |                  | 23     | 3      |
| Англія    | Англія            | Англія          | Ліга | Ліга | Кубок Англії | Кубок Англії | Кубок англійської ліги | Кубок англійської ліги | Європа           | Європа           | Всього | Всього |
| 2001/02   | «Манчестер Сіті»  | Перший дивізіон | 7    | 0    | 0            | 0            | 0                      | 0                      | -                | -                | 7      | 0      |
| 2002/03   | «Манчестер Сіті»  | Прем'єр-ліга    | 28   | 2    | 1            | 0            | 2                      | 0                      | -                | -                | 31     | 2      |
| 2003/04   | «Манчестер Сіті»  | Прем'єр-ліга    | 33   | 1    | 3            | 0            | 1                      | 0                      | 5                | 1                | 42     | 2      |
| 2004/05   | «Манчестер Сіті»  | Прем'єр-ліга    | 6    | 0    | 0            | 0            | 1                      | 0                      | -                | -                | 7      | 0      |
| 2005/06   | «Манчестер Сіті»  | Прем'єр-ліга    | 29   | 0    | 4            | 0            | 1                      | 0                      | -                | -                | 34     | 0      |
| 2006/07   | «Манчестер Сіті»  | Прем'єр-ліга    | 13   | 0    | 1            | 0            | 0                      | 0                      | -                | -                | 14     | 0      |
| 2007/08   | «Манчестер Сіті»  | Прем'єр-ліга    | 14   | 0    | 0            | 0            | 2                      | 0                      | -                | -                | 16     | 0      |
| 2008/09   | «Шеффілд Юнайтед» | Чемпіоншип      | 12   | 0    | 4            | 0            | 1                      | 0                      | -                | -                | 17     | 0      |
| Китай     | Китай             | Китай           | Ліга | Ліга | Кубок Китаю  | Кубок Китаю  | Кубок Ліги             | Кубок Ліги             | Азія             | Азія             | Всього | Всього |
| 2009      | «Ченду Блейдс»    | Суперліга       | 10   | 0    |              |              |                        |                        |                  |                  | 10     | 0      |
| 2010      | «Гуйчжоу Женьхе»  | Суперліга       | 27   | 0    | -            | -            | -                      | -                      | -                | -                | 27     | 0      |
| 2011      | «Гуйчжоу Женьхе»  | Суперліга       | 20   | 0    | 3            | 0            | -                      | -                      | -                | -                | 23     | 0      |
| 2012      | «Гуйчжоу Женьхе»  | Суперліга       | 19   | 0    | 5            | 0            | -                      | -                      | -                | -                | 24     | 0      |
| 2013      | «Гуйчжоу Женьхе»  | Суперліга       | 28   | 1    | 5            | 0            | -                      | -                      | 6                | 1                | 39     | 2      |
| 2014      | «Гуйчжоу Женьхе»  | Суперліга       | 24   | 0    | 2            | 0            | -                      | -                      | 5                | 0                | 31     | 0      |
| 2015      | «Чунцін Ліфань»   | Суперліга       | 28   | 0    | 0            | 0            | -                      | -                      | -                | -                | 28     | 0      |
| 2016      | «Бейцзін Женьхе»  | Перша ліга      | 9    | 0    | 0            | 0            | -                      | -                      | -                | -                | 9      | 0      |
| Країна    | Китай             | Китай           | 287  | 8    | 20           | 0            | 0                      | 0                      | 14               | 1                | 321    | 9      |
| Країна    | Англія            | Англія          | 165  | 3    | 14           | 0            | 9                      | 0                      | 5                | 1                | 193    | 4      |
| Всього    | Всього            | Всього          | 452  | 11   | 34           | 0            | 9                      | 0                      | 19               | 2                | 514    | 13     |

### Збірна
| Збірна Китаю | Збірна Китаю | Збірна Китаю |
| Роки         | Ігри         | Голи         |
| ------------ | ------------ | ------------ |
| 1996         | 5            | 0            |
| 1997         | 22           | 0            |
| 1998         | 12           | 0            |
| 1999         | 0            | 0            |
| 2000         | 0            | 0            |
| 2001         | 11           | 0            |
| 2002         | 4            | 0            |
| 2003         | 1            | 0            |
| 2004         | 11           | 1            |
| 2005         | 2            | 0            |
| 2006         | 0            | 0            |
| 2007         | 5            | 0            |
| 2008         | 3            | 0            |
| Всього       | 76           | 1            |

## Досягнення

### Клубні
«Далянь Шиде»
- Чемпіонат Китаю: 1996, 1997, 2000, 2001
- Володар Кубка Китаю: 2001
- Володар Суперкубка Китаю: 1997, 2000

«Манчестер Сіті»
- Переможець Першого англійського дивізіону: 2001–02

«Гуйчжоу Женьхе»
- Володар Кубка Китаю: 2013
- Володар Суперкубка Китаю: 2014

### Збірні
- Бронзовий призер Азійських ігор: 1998
- Срібний призер Кубка Азії: 2004

### Індивідуальні
- Молодий гравець року за версією Китайської футбольної асоціації: 1998
- У символічній збірній чемпіонату Китаю: 1997, 2001
- Найкращий гравець Суперкубка Китаю: 2014
- Включений до зали слави англійського футболу: 2015[11]